# Liste der Kulturdenkmäler in Oberfell
In der Liste der Kulturdenkmäler in Oberfell sind alle Kulturdenkmäler der rheinland-pfälzischen Ortsgemeinde Oberfell aufgeführt. Grundlage ist die Denkmalliste des Landes Rheinland-Pfalz (Stand: 27. Oktober 2023).

## Einzeldenkmäler
| Bezeichnung                          | Lage                                           | Baujahr                 | Beschreibung | Bild                                    |
| ------------------------------------ | ---------------------------------------------- | ----------------------- | --- | --------------------------------------- |
| Katholische Pfarrkirche St. Nikolaus | Görgengasse Lage                               | 14. Jahrhundert         | separater Turm, 14. Jahrhundert; neugotische Stufenhalle, 1910; Gesamtanlage mit Pfarrhaus und Friedhof                                                                 | Fotos hochladen                         |
| Friedhof                             | Görgengasse Lage                               | 17. bis 19. Jahrhundert | Friedhof mit Eingang und Kapelle; drei barocke Grabplatten; Kriegerdenkmal, 1920er Jahre; 18 Grabkreuze, 17. bis 19. Jahrhundert; Gesamtanlage mit Kirche und Pfarrhaus | BW                                      |
| Wohnhaus                             | Hauptstraße 8 Lage                             | 1681                    | Bruchsteinbau, verputzt, bezeichnet 1681 | BW                                      |
| Giebel                               | Hauptstraße, an Nr. 25 Lage                    | 16. Jahrhundert         | Schildgiebel, 16. Jahrhundert | BW                                      |
| Pfarrhaus                            | Koblenzer Weg 2 Lage                           | 1783                    | Krüppelwalmdachbau, bezeichnet 1783, rückwärtig Anbau mit Eingangsturm, Anfang des 20. Jahrhunderts; Gesamtanlage mit Kirche und Friedhof                               | BW                                      |
| Wegekapelle                          | Marienberg Lage                                | 19. Jahrhundert         | Wegekapelle und Fußfallstationen, Stelentyp, 19. Jahrhundert | BW                                      |
| Wasserwerk                           | Moselstraße, bei Nr. 35 Lage                   |                         | Rundturm mit Kegeldach | BW                                      |
| Kreuzwegstation                      | südöstlich des Ortes im Zuge des Kreuzweges    | 18. Jahrhundert         | barocke Stele, 18. Jahrhundert | Direkt Bild zu diesem Denkmal hochladen |
| Bildstock                            | südöstlich des Ortes am Bleidenberger Hof Lage | 18. Jahrhundert         | Bildstock, barocke Säulenform, Nischenrelief, 18. Jahrhundert | BW                                      |
| Wallfahrtskirche Unserer Lieben Frau | südöstlich des Ortes auf dem Bleidenberg Lage  | 13. Jahrhundert         | dreischiffiges ursprünglich basilikales Langhaus, Turmruine, frühgotischer Seitenchor, 13. Jahrhundert                                                                  | weitere Bilder Fotos hochladen          |